# Żdżary (osada leśna w województwie mazowieckim)
Żdżary – osada leśna w Polsce, położona w województwie mazowieckim, w powiecie radomskim, w gminie Pionki.